# Saison 1952-1953 des Canadiens de Montréal
Autres saisons
Saison précédente Saison suivante
La saison 1952-1953 de hockey sur glace est la quarante-quatrième saison que jouent les Canadiens de Montréal. Ils évoluent alors dans la Ligue nationale de hockey et finissent à la deuxième place au classement de la saison régulière avec une fiche de 28 victoires, 23 défaites et 19 matchs nuls. Au premier tour des séries, ils éliminent les Black Hawks de Chicago pour ensuite vaincre les Bruins de Boston pour remporter la septième Coupe Stanley de leur histoire.

## Saison régulière

### Contexte et grandes dates de la saison
Les Red Wings de Détroit sont premiers au classement général pour une cinquième année de suite, 15 points devant les Canadiens. Maurice Richard domine chez les Canadiens pour les buts (33), les passes (28), les points (61) et les minutes de pénalités (112) plus une dixième nomination consécutive soit dans une des équipes d'étoiles de la Ligue nationale de hockey ; cette année il s'agit de la deuxième équipe d'étoiles, soit une septième participation d'affilée au match des étoiles. Il bat le 8 novembre le record vieux de douze ans de 324 buts de Nels Stewart en marquant le 325e de sa carrière contre Al Rollins des Black Hawks de Chicago dix ans tout juste après le premier but de sa carrière, le 8 novembre 1942. Il réussit son 325e but en seulement 630 parties comparativement à 652 parties pour Stewart pour le 324e et dernier but de sa carrière. Juste quelques secondes auparavant, Richard obtenait une aide sur le 200e but d'Elmer Lach. Frank Selke, le directeur-général des Canadiens déclare le soir-même que la rondelle est plaquée d'or et gravée des noms des joueurs des Canadiens et envoyée à Élisabeth II, qui est devenue la nouvelle reine d'Angleterre, le 6 février 1952, et qui avait vu jouer Richard lorsqu'elle était princesse quelque temps auparavant. À la fin de l'année, la British United Press annonce que le Rocket est son athlète de l'année pour une deuxième année d'affilée. Il est aussi engagé pour signer une chronique nommée Le tour du chapeau pour l'hebdomadaire Samedi-Dimanche où il se défoule notamment contre le président de la ligue, Clarence Campbell ainsi que contre certains fans de la ville de Québec (le 6 décembre), qui prennent beaucoup d'années avant de passer l'éponge.
À la fin du mois de janvier Ken Mosdell dispute son 400e match avec la Sainte-Flanelle tandis qu'Elmer Lach et Émile Bouchard enfilent chacun leur 600e but en février. De son côté, au printemps 53, Bernard Geoffrion épouse Marlene Morenz, la fille de l'ancien joueur-vedette des Canadiens Howie Morenz, mort 16 ans auparavant. Le surnom de « Boom Boom » donné à Geoffrion provient du fait qu'il inventa le tir frappé qu'il perfectionnera tout au cours de la saison. Au dernier match de la saison, les Canadiens jouent contre les Red Wings de Détroit et leur as Gordie Howe qui a 49 buts. Les joueurs du Tricolore le surveilleront particulièrement pour éviter qu'il n'égalise ou ne surpasse le record de 50 buts en une saison détenu par le Rocket.
Cette saison marque également les débuts d'Ed Litzenberger et de Reg Abbott dans la LNH en disputant deux matchs pour les Canadiens pour le premier et de trois pour le second. Pour Abbott, ce fut les trois seules parties qu'il disputera de toute sa carrière dans la ligue nationale de hockey.
Les Canadiens lorgnent toujours Jean Béliveau des As de Québec et celui que l'on surnomme "Le Gros Bill" obtiendra un nouvel essai de trois parties au mois de décembre réussissant un tour du chapeau contre les Rangers au Forum ainsi qu'un doublé à Boston lors de son troisième match. Béliveau qui a un contrat de 20 000 dollars avec les As (plus que Howe et Richard dans la LNH) en plus d'adorer et être adoré à Québec, n'est pas pressé de son côté de demeurer avec le CH, bien que Selke, lui, aimerait bien le garder. Il aurait même refusé une offre de 100 000 dollars offerte par les Rangers pour la saison suivante, selon Marc Thibeault, du Petit Journal du 29 mars.
Chez les gardiens de but, Jacques Plante est appelé à remplacer Gerry McNeil au début du mois de novembre, blessé. Plante tricote et adore porter des tuques et il désire en porter aux couleurs du Tricolore pendant les parties. Selke qui n'est absolument pas d'accord avec cette idée, ferait disparaître ses fameuses tuques, selon certains, le jour de son premier match avec la franchise. Ne trouvant pas ses tuques, Plante se présenta donc sur la glace nu-tête. Il remporte ce soir-là une victoire de 4-1 face aux Rangers et fait tellement bien aussi les deux matchs suivants, qu'il ne portera plus ses tuques, par superstition. Il repartira pour les Royaux de Montréal avec deux victoires et un match nul.

#### Nos bras meurtris vous tendent le flambeau
La citation d'un médecin de l'armée canadienne pendant la Première Guerre mondiale, le major John McCrae: «Nos bras meurtris vous tendent le flambeau» fut inscrite dans le vestiaire des Canadiens sur une idée de Frank Selke et qui motivera l'équipe encore aujourd'hui.

#### La rentrée de la télévision
Le 11 octobre 1952, les joueurs du CH entrent dans les foyers canadiens avec La Soirée du hockey à la télévision diffusée par la Société Radio-Canada, en noir et blanc. Le match oppose les Canadiens aux Red Wings, le deuxième de la saison du Canadien ainsi que le deuxième de la saison disputé au Forum et il fut remporté par les "Habs" 2 à 1. La diffusion commença à 21 heures, à partir du début de la troisième période pour ne pas nuire à la vente des billets, tout comme les matchs suivants. René Lecavalier décrit la période et trois cadreurs suivent le jeu sous la direction du réalisateur Gérald Renaud. Le score est alors de 1 à 1. La première mise au jeu télévisée oppose Elmer Lach à Reg Sinclair. Plante garde les buts pour le Canadien et c'est Billy Reay qui déjoue le portier des Wings Terry Sawchuk en troisième période.

### Match après match
Cette section présente les résultats de la saison régulière qui s'est déroulée entre le 9 octobre et le 22 mars.
Nota : Les résultats sont indiqués dans la boîte déroulante ci-dessous afin de ne pas surcharger la page. La colonne « Fiche » indique à chaque match le parcours de l'équipe au niveau des victoires, défaites et matchs nuls. Une victoire rapporte deux points et un match nul un seul point.
| No | Date         | Score | Adversaire             | Lieu     | Fiche    | Pts |
| -- | ------------ | ----- | ---------------------- | -------- | -------- | --- |
| 1  | 9 octobre    | 2-3   | Black Hawks de Chicago | Montréal | 0-1-0    | 0   |
| 2  | 11 octobre   | 2-1   | Red Wings de Détroit   | Montréal | 1-1-0    | 2   |
| 3  | 12 octobre   | 1-1   | Bruins de Boston       | Boston   | 1-1-1    | 3   |
| 4  | 16 octobre   | 3-1   | Rangers de New York    | Montréal | 2-1-1    | 5   |
| 5  | 18 octobre   | 2-1   | Bruins de Boston       | Montréal | 3-1-1    | 7   |
| 6  | 19 octobre   | 6-1   | Red Wings de Détroit   | Détroit  | 3-2-1    | 7   |
| 7  | 23 octobre   | 2-2   | Black Hawks de Chicago | Chicago  | 3-2-2    | 8   |
| 8  | 25 octobre   | 9-0   | Red Wings de Détroit   | Montréal | 4-2-2    | 10  |
| 9  | 29 octobre   | 7-5   | Maple Leafs de Toronto | Toronto  | 4-3-2    | 10  |
| 10 | 1er novembre | 4-1   | Rangers de New York    | Montréal | 5-3-2    | 12  |
| 11 | 2 novembre   | 2-2   | Rangers de New York    | New York | 5-3-3    | 13  |
| 12 | 6 novembre   | 3-1   | Maple Leafs de Toronto | Montréal | 6-3-3    | 15  |
| 13 | 8 novembre   | 6-4   | Black Hawks de Chicago | Montréal | 7-3-3    | 17  |
| 14 | 13 novembre  | 1-3   | Maple Leafs de Toronto | Montréal | 7-4-3    | 17  |
| 15 | 15 novembre  | 2-0   | Bruins de Boston       | Montréal | 8-4-3    | 19  |
| 16 | 16 novembre  | 4-1   | Black Hawks de Chicago | Chicago  | 8-5-3    | 19  |
| 17 | 22 novembre  | 2-2   | Maple Leafs de Toronto | Toronto  | 8-5-4    | 20  |
| 18 | 23 novembre  | 2-2   | Rangers de New York    | New York | 8-5-5    | 21  |
| 19 | 27 novembre  | 2-2   | Red Wings de Détroit   | Détroit  | 8-5-6    | 22  |
| 20 | 29 novembre  | 1-1   | Black Hawks de Chicago | Montréal | 8-5-7    | 23  |
| 21 | 30 novembre  | 3-1   | Bruins de Boston       | Boston   | 8-6-7    | 23  |
| 22 | 4 décembre   | 1-2   | Maple Leafs de Toronto | Montréal | 8-7-7    | 23  |
| 23 | 6 décembre   | 1-2   | Bruins de Boston       | Montréal | 8-8-7    | 23  |
| 24 | 7 décembre   | 2-2   | Rangers de New York    | New York | 8-8-8    | 24  |
| 25 | 10 décembre  | 1-2   | Maple Leafs de Toronto | Toronto  | 9-8-8    | 26  |
| 26 | 11 décembre  | 2-3   | Black Hawks de Chicago | Chicago  | 10-8-8   | 28  |
| 27 | 13 novembre  | 3-0   | Black Hawks de Chicago | Montréal | 11-8-8   | 30  |
| 28 | 14 décembre  | 0-0   | Red Wings de Détroit   | Détroit  | 11-8-9   | 31  |
| 29 | 18 décembre  | 6-2   | Rangers de New York    | Montréal | 12-8-9   | 33  |
| 30 | 20 décembre  | 3-6   | Bruins de Boston       | Montréal | 12-9-9   | 33  |
| 31 | 21 décembre  | 3-4   | Bruins de Boston       | Boston   | 13-9-9   | 35  |
| 32 | 24 décembre  | 2-0   | Maple Leafs de Toronto | Toronto  | 13-10-9  | 35  |
| 33 | 27 décembre  | 2-2   | Red Wings de Détroit   | Montréal | 13-10-10 | 36  |
| 34 | 31 décembre  | 0-2   | Red Wings de Détroit   | Détroit  | 14-10-10 | 38  |
| 35 | 1er janvier  | 2-2   | Black Hawks de Chicago | Chicago  | 14-10-11 | 39  |
| 36 | 3 janvier    | 0-1   | Bruins de Boston       | Montréal | 14-11-11 | 39  |
| 37 | 8 janvier    | 4-4   | Rangers de New York    | Montréal | 14-11-12 | 40  |
| 38 | 10 janvier   | 5-2   | Black Hawks de Chicago | Montréal | 15-11-12 | 42  |
| 39 | 11 janvier   | 7-0   | Rangers de New York    | New York | 15-12-12 | 42  |
| 40 | 15 janvier   | 0-2   | Black Hawks de Chicago | Chicago  | 16-12-12 | 44  |
| 41 | 17 janvier   | 1-1   | Red Wings de Détroit   | Montréal | 16-12-13 | 45  |
| 42 | 18 janvier   | 2-3   | Red Wings de Détroit   | Détroit  | 17-12-13 | 47  |
| 43 | 21 janvier   | 0-1   | Maple Leafs de Toronto | Toronto  | 18-12-13 | 49  |
| 44 | 22 janvier   | 4-1   | Maple Leafs de Toronto | Montréal | 19-12-13 | 51  |
| 45 | 24 janvier   | 1-5   | Black Hawks de Chicago | Momtréal | 19-13-13 | 51  |
| 46 | 25 janvier   | 3-3   | Red Wings de Détroit   | Détroit  | 19-13-14 | 52  |
| 47 | 28 janvier   | 1-2   | Rangers de New York    | New York | 20-13-14 | 54  |
| 48 | 29 janvier   | 5-2   | Rangers de New York    | Montréal | 21-13-14 | 56  |
| 49 | 31 janvier   | 0-0   | Bruins de Boston       | Montréal | 21-13-15 | 57  |
| 50 | 1er février  | 4-3   | Bruins de Boston       | Boston   | 21-14-15 | 57  |
| 51 | 5 février    | 2-0   | Maple Leafs de Toronto | Montréal | 22-14-15 | 59  |
| 52 | 7 février    | 1-3   | Red Wings de Détroit   | Montréal | 22-15-15 | 59  |
| 53 | 8 février    | 1-1   | Rangers de New York    | New York | 22-15-16 | 60  |
| 54 | 12 février   | 2-3   | Black Hawks de Chicago | Chicago  | 23-15-16 | 62  |
| 55 | 14 février   | 2-2   | Maple Leafs de Toronto | Toronto  | 23-15-17 | 63  |
| 56 | 15 février   | 1-0   | Bruins de Boston       | Boston   | 23-16-17 | 63  |
| 57 | 19 février   | 1-4   | Red Wings de Détroit   | Montréal | 23-17-17 | 63  |
| 58 | 21 février   | 4-1   | Rangers de New York    | Montréal | 24-17-17 | 65  |
| 59 | 25 février   | 1-2   | Maple Leafs de Toronto | Toronto  | 25-17-17 | 67  |
| 60 | 26 février   | 4-1   | Maple Leafs de Toronto | Montréal | 26-17-17 | 69  |
| 61 | 28 février   | 3-4   | Red Wings de Détroit   | Montréal | 26-18-17 | 69  |
| 62 | 5 mars       | 5-0   | Bruins de Boston       | Boston   | 26-19-17 | 69  |
| 63 | 7 mars       | 1-0   | Black Hawks de Chicago | Montréal | 27-19-17 | 71  |
| 64 | 8 mars       | 4-3   | Rangers de New York    | New York | 27-20-17 | 71  |
| 65 | 12 mars      | 2-2   | Black Hawks de Chicago | Chicago  | 27-20-18 | 72  |
| 66 | 14 mars      | 3-2   | Rangers de New York    | Montréal | 28-20-18 | 74  |
| 67 | 15 mars      | 2-1   | Bruins de Boston       | Boston   | 28-21-18 | 74  |
| 68 | 19 mars      | 1-4   | Maple Leafs de Toronto | Montréal | 28-22-18 | 74  |
| 69 | 21 mars      | 1-2   | Bruins de Boston       | Montréal | 28-23-18 | 74  |
| 70 | 22 mars      | 1-1   | Red Wings de Détroit   | Détroit  | 28-23-19 | 75  |

### Classement final
| Clt   | Équipe                 | PJ | V  | D  | N  | BP  | BC  | Pts |
| ----- | ---------------------- | -- | -- | -- | -- | --- | --- | --- |
| +001, | Red Wings de Détroit   | 70 | 36 | 16 | 18 | 222 | 133 | 90  |
| +002, | Canadiens de Montréal  | 70 | 28 | 23 | 19 | 155 | 148 | 75  |
| +003, | Bruins de Boston       | 70 | 28 | 29 | 13 | 152 | 172 | 69  |
| +004, | Black Hawks de Chicago | 70 | 27 | 28 | 15 | 169 | 175 | 69  |
| +005, | Maple Leafs de Toronto | 70 | 27 | 30 | 13 | 156 | 167 | 67  |
| +006, | Rangers de New York    | 70 | 17 | 37 | 16 | 152 | 211 | 50  |

- Qualifié pour les séries

### Statistiques des gardiens
| No | Joueur    | PJ | V  | D  | N  | BA  | Moy  | Min   | Bl | B | A | Pts | Pun |
| -- | --------- | -- | -- | -- | -- | --- | ---- | ----- | -- | - | - | --- | --- |
| 1  | G. McNeil | 66 | 25 | 23 | 18 | 140 | 2.12 | 3 960 | 10 | 0 | 0 | 0   | 0   |
| 1  | J. Plante | 3  | 2  | 0  | 1  | 4   | 1.33 | 180   | 0  | 0 | 0 | 0   | 0   |
| 1  | H. Murphy | 1  | 1  | 0  | 0  | 4   | 4.00 | 60    | 0  | 0 | 0 | 0   | 0   |

### Statistiques des défenseurs
| No | Joueur           | PJ | B | A  | Pts | Pun |
| -- | ---------------- | -- | - | -- | --- | --- |
| 2  | D. Harvey        | 69 | 4 | 30 | 34  | 67  |
| 3  | É. Bouchard (C)  | 58 | 2 | 8  | 10  | 55  |
| 4  | I. Irwin         | 4  | 0 | 1  | 1   | 0   |
| 10 | T. Johnson       | 70 | 3 | 8  | 11  | 63  |
| 19 | D. Saint-Laurent | 54 | 2 | 6  | 8   | 34  |
| 21 | B. MacPherson    | 59 | 2 | 3  | 5   | 67  |
| 23 | R. Rousseau      | 2  | 0 | 0  | 0   | 0   |

### Statistiques des attaquants
| No    | Joueur          | Pos | PJ | B  | A  | Pts | Pun |
| ----- | --------------- | --- | -- | -- | -- | --- | --- |
| 4     | E. Litzenberger | C   | 2  | 1  | 0  | 1   | 2   |
| 4     | R. Abbott       | C   | 3  | 0  | 0  | 0   | 0   |
| 5     | B. Geoffrion    | AD  | 65 | 22 | 17 | 39  | 37  |
| 6     | F. Curry        | AD  | 68 | 16 | 6  | 22  | 10  |
| 8     | D. Gamble       | AG  | 69 | 11 | 13 | 24  | 26  |
| 9     | M. Richard      | AD  | 70 | 28 | 33 | 61  | 112 |
| 11-22 | P. Masnick      | C   | 53 | 5  | 7  | 12  | 44  |
| 12    | D. Moore        | AG  | 18 | 2  | 6  | 8   | 19  |
| 12    | J. Béliveau     | C   | 3  | 5  | 0  | 5   | 0   |
| 14    | B. Reay         | C   | 56 | 4  | 15 | 19  | 26  |
| 15    | B. Olmstead     | AG  | 69 | 17 | 28 | 45  | 83  |
| 16    | E. Lach         | C   | 53 | 16 | 25 | 41  | 56  |
| 17    | J. McCormack    | C   | 59 | 1  | 9  | 10  | 9   |
| 18    | K. Mosdell      | C   | 63 | 5  | 14 | 19  | 24  |
| 20    | P. Meger        | AG  | 69 | 9  | 17 | 26  | 38  |
| 23    | G. Stewart      | AG  | 5  | 0  | 2  | 2   | 0   |
| 23    | G. Desaulniers  | C   | 2  | 0  | 1  | 1   | 2   |